# テオフィル・アレクサンドル・スタンラン
テオフィル・アレクサンドル・スタンラン（Théophile Alexandre Steinlen, 1859年11月10日 - 1923年12月13日）は、スイス生まれのフランスのアール・ヌーヴォーの画家、版画家。

## 生涯

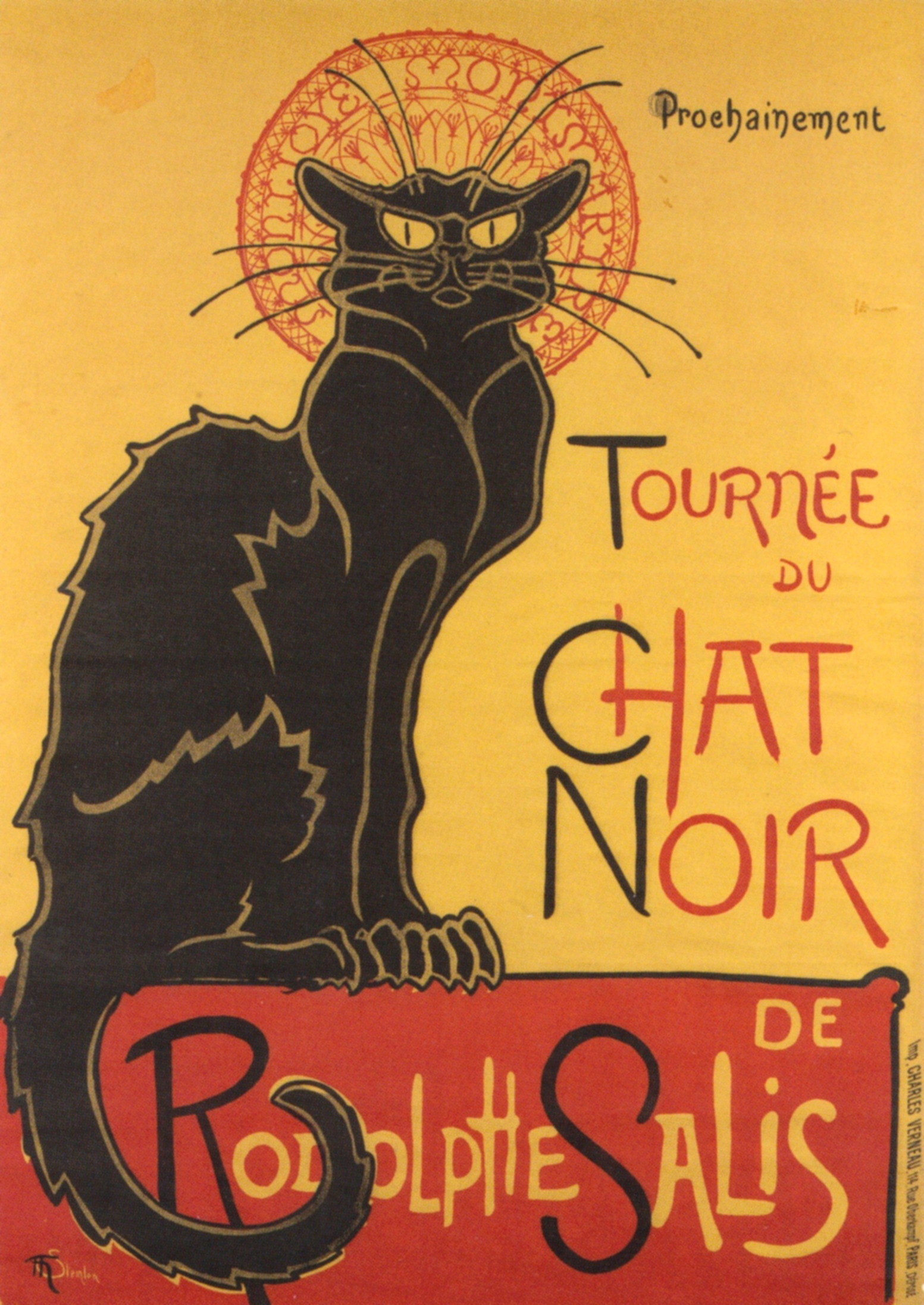
スタンラン『ルドルフ・サリスの「ル・シャ・ノワール」の巡業）』（1896年）

スタンランはローザンヌの生まれで、地元のローザンヌ大学で学んだ。それから、フランス東部のミュルーズの織物工場で、デザインの練習生の職を得た。20代前半、スタンランはなおも画家としての修行を積んでいたが、フランソワ・ボション（François Bocion）に新妻ともども励まされて、パリ、モンマルトルの芸術家コミュニティに移った。そこでスタンランはアドルフ・ウィレット（en:Adolphe Willette）の世話になった。ウィレットはスタンランをキャバレー「ル・シャ・ノワール」の芸術家の集まりに誘った。それがきっかけで、スタンランは、キャバレーのオーナー兼エンターテイナーのアリスティッド・ブリュアン（en:Aristide Bruant）や、他の企業のためのポスターの依頼を受けるようになった。
1890年代初期、スタンランの田園風景、花、ヌードを描いた絵が独立美術家協会（Société des Artistes Indépendants）に出展された。スタンランの1895年のリトグラフ『Les Chanteurs des Rues（通りの歌手たち）』は、Éditions Flammarion社出版の『Chansons de Montmartre（モンマルトルの歌）』の口絵に使われた。この本は、ポール・デルメ（Paul Delmet）のベル・エポックの歌につけられた16の書き下ろしのリトグラフを集めた本だった。スタンランはモンマルトルを終の家とした。その郊外は一生を通じてスタンランが好んだテーマで、その地域の生活の厳しすぎる側面もいくつか描いた。絵画やスケッチにくわえて、スタンランは彫刻を作った。テーマは限られていて、スタンランがこよなく愛し、スタンランのたくさんの絵画に登場する猫がその代表だった。
スタンランの絵は『Le Rire』や『Gil Blas』といった雑誌にに定期的に掲載された。他にも多くの出版物に絵を提供した。その中には、スタンランが12人の仲間の画家たちと1911年に創刊した短命の雑誌『L'Assiette au Beurre』、『Les Humouristes』も含まれていた。1883年から1920年にかけて、スタンランは何百ものイラストを描いた。中には、偽名で描かれたものもあった。 社会悪を痛切に批判していたので、政治的問題を避けるためだった。
スタンランは1923年、パリで亡くなり、モンマルトルのサン・ヴァンサン墓地に埋葬された。現在、スタンランの作品は、ロシア、サンクトペテルブルクのエルミタージュ美術館やアメリカ、ワシントンD.C.のナショナル・ギャラリーなど、世界中の美術館で見ることができる。

## 作品

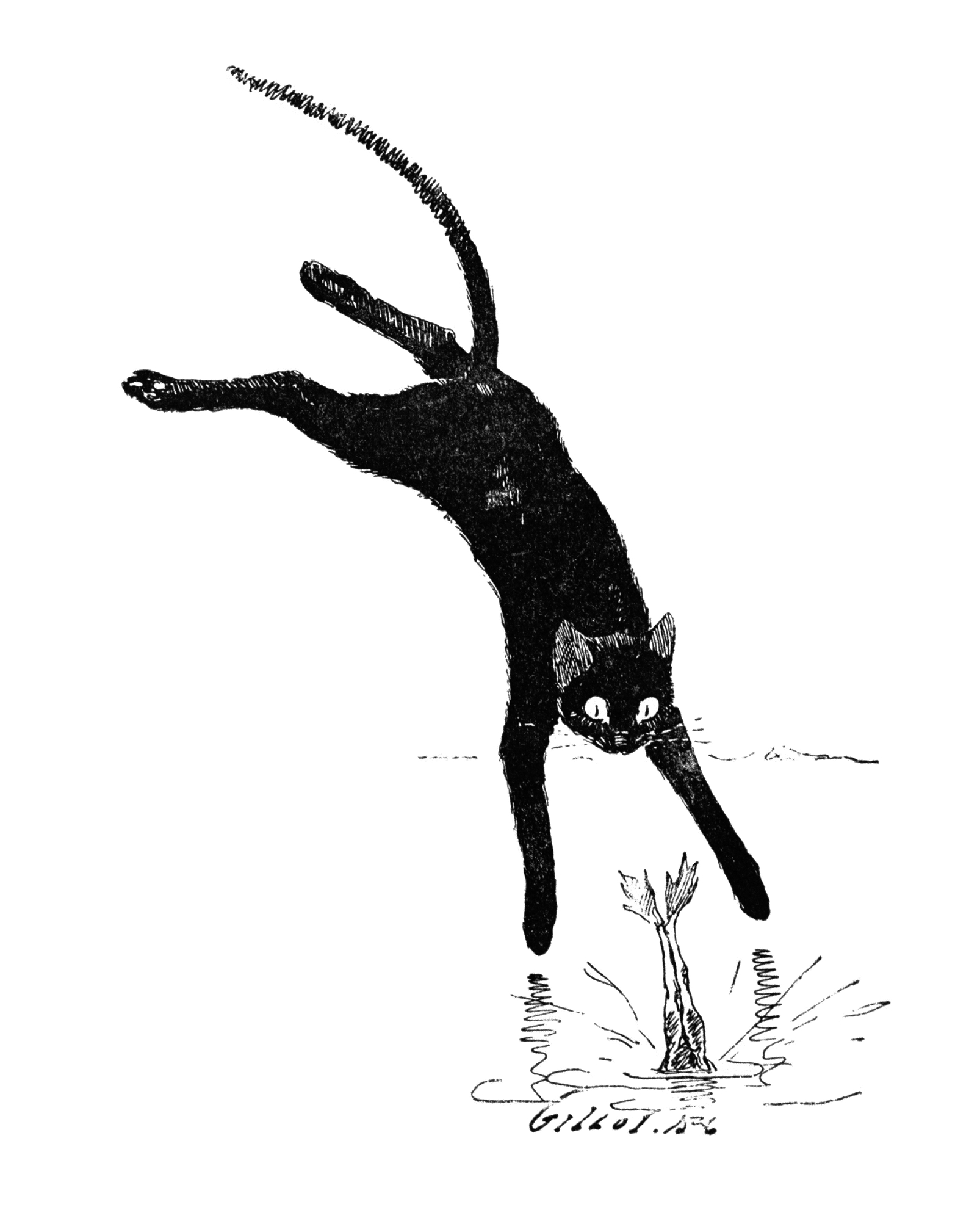
(1896)
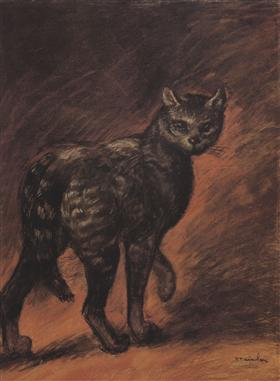
(1906)
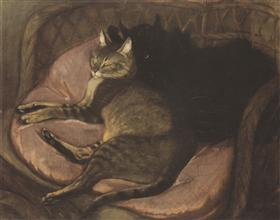
(1908)
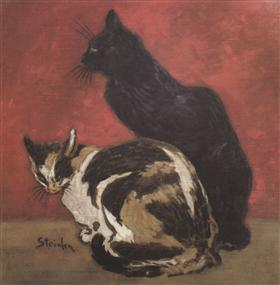
(c.1910)
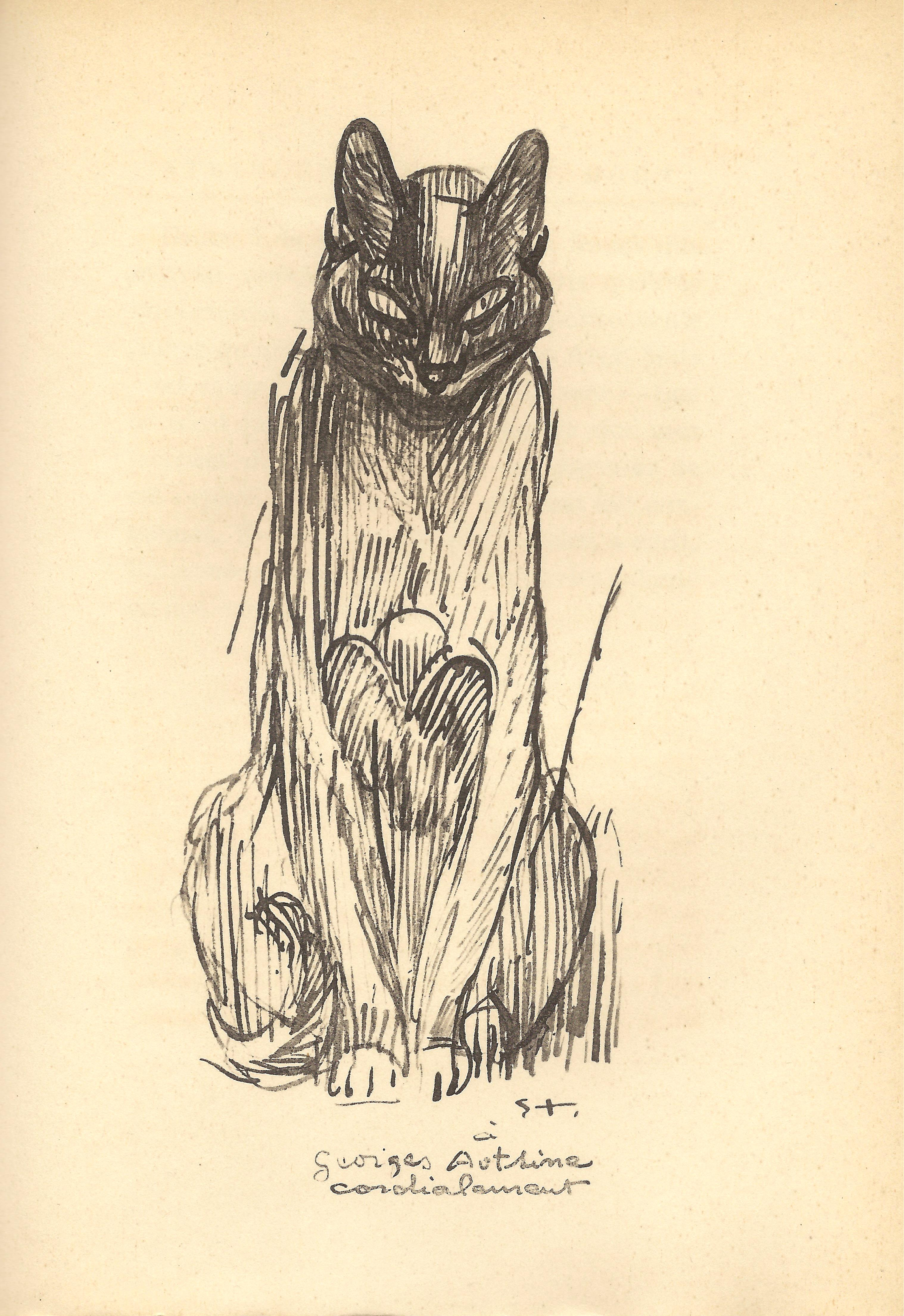
(1926)